# Маргишвили, Казбек Владимирович
Казбе́к Влади́мирович Маргишви́ли (груз. ყაზბექი ვლადიმერ ძე მარღიშვილი; 1928) — советский футболист, нападающий.

## Карьера
В 1951 году дебютировал в высшей лиге чемпионата СССР по футболу в составе киевского «Динамо». В составе команды провел 5 игр.
В 1953 году появился в составе клуба «Металлург» Днепропетровск. Днепровская команда после 4-летнего перерыва получила место в классе «Б» и в связи с этим укрепляла состав. По окончании сезона покинул команду.
В 1955 году провел 2 игры за «Нефтяник» Краснодар. После этого за команды мастеров не играл, погиб в 1958 году.